# Czarna Góra (województwo małopolskie)
Czarna Góra – wieś spiska w Polsce położona w województwie małopolskim, w powiecie tatrzańskim, w gminie Bukowina Tatrzańska, nad rzeką Białką. Wieś położona w historycznym regionie – na Spiszu (w części północnej – Zamagurzu). Sąsiaduje od południa z Jurgowem, od wschodu z Rzepiskami i Łapszami Wyżnymi, od Zachodu z Bukowiną Tatrzańską i Białką Tatrzańską oraz z Trybszem od północy. Znajduje się w odległości 14 km od Łysej Polany, 18 km od Zakopanego, 18 km od Nowego Targu, 15 km od Niedzicy, 100 km od Krakowa. Powierzchnia wsi wynosi 1095 ha.
Według danych z 31 grudnia 2012, wieś Czarna Góra miała 1661 stałych mieszkańców.
Wieś typu zarębkowego, pozostałości zarębków-przysiółków o nazwach od nazwisk osadników np. Młynarczykowskie, Sarnowskie, Wacławowskie, Budzowskie. Wieś nieoficjalnie dzieli się na dwie części: Czarną Górę oraz Zagórę. Historycznie istniał podział na trzy części, z najstarszą częścią – Sołtystwem.
W Czarnej Górze zlokalizowane są dwie szkoły podstawowe, dwie OSP oraz dwa kościoły: parafialny pw. Przemienienia Pańskiego (obejmujący ul. Zagórę) oraz kościół pw. Świętej Trójcy, należący do parafii Jurgów (obejmuje pozostałą część wsi).

## Historia
Nazwa miejscowości prawdopodobnie wywodzi się od wyglądu wzniesienia, na którym ją ulokowano – góra była porośnięta ciemnym, świerkowym lasem, który pierwsi osadnicy wycięli. Najprawdopodobniej centrum osadniczym był przysiółek Sołtystwo zlokalizowany na przełęczy. Pierwszymi sołtysami była prawdopodobnie rodzina Czarnogurskich (przodkowie byłego premiera Słowacji), którzy wyemigrowali do wsi Frankova.
Pod koniec XV wieku przybyły tutaj grupy Wołochów, które uchodziły przed nawałą turecką z południowej Europy. Według relacji ludności, były to rodziny przybyłe z Czarnogóry, którzy osiedlili się w części wsi zwanej obecnie Sołtystwem. W późniejszym okresie na terenie wsi, głównie w południowej części, zaczęli licznie osiedlać się przybysze z sąsiedniego Podhala. Pieczę nad nimi sprawowali panowie nowotarscy i czorsztyńscy, słynący z ostrego traktowania swoich poddanych. Sprawiło to, iż z biegiem lat Czarna Góra stała się typowo polską wsią. Jej mieszkańcy trudnili się wyrębem lasów, myślistwem i pasterstwem.
Pierwsze udokumentowane wzmianki o miejscowości pochodzą z końca XVI wieku, a dokładniej z dokumentów z lat 1589, 1594 i 1595. Pierwszy z tych dokumentów stwierdza nabycie szeregu ziem klucza dunajeckiego przez rodzinę Horwathów – Palocsayów, a kolejne dwa dokumenty to potwierdzają. W dokumentach tych Czarna Góra wymieniona jest wśród szałasów i owczarni pod węgierską nazwą Czerna Hora. Z 1637 roku pochodzą zapiski kronikarzy, którzy wspominają pasterzy z Czarnej Góry wypasających swoje stada w Tatrach pod Jaworowym Stawem i Tatrach Bielskich.
Cytując za Zbigniewem Ładyginem:

Wprawdzie pierwsza wzmianka o Czarnej Górze pochodzi z dokumentu Kapituły Spiskiej z końca XVI wieku, ale wyliczona jest ona tylko wśród „szałasów i owczarń”. Wieś rozwinęła się prawdopodobnie z osiedla pasterskiego, lecz o jej początkach nic nie wiadomo. Musiała istnieć już w początkach XVII wieku, gdyż Michał Hrosieński w „Opisaniu ciekawym gór Tatrów” (1650) wymienia należące do Czarnej Góry hale w Tatrach Bielskich. Już pierwszy rzut oka na wieś wskazuje, że znajdujemy się w innym regionie Podtatrza. Szczególnie uderzające są różnice w budownictwie. Zagrody stawiane w czworobok zamknięte są szczytową ścianą budynku mieszkalnego i wysoką bramą. Domy, niejednokrotnie murowane, posiadają bogate zdobienia zwieńczeń ścian szczytowych.

Lokowanie wsi odbyło się prawdopodobnie na początku XVII wieku na prawie wołoskim, jednak niestety nie zachował się z tego żaden dokument. Pierwszym właścicielem wsi była rodzina Horvathów – Palocsayów, która była właścicielami wsi do 1670. Również w 1670 wieś zmieniła właściciela na rodzinę włoskiego pochodzenia Joanellich de Toulano, przy których została do 1771, kiedy to z powrotem wróciła do rodziny Horwathów – Palocsayów. Pozostała przy nich do 1848 i przekształceń ustrojowych jakie zaszły na Węgrzech, to jest uwłaszczenia chłopów, zniesienia poddaństwa oraz ogłoszenia równości wobec prawa. Dzięki osiedlaniu się nowych osadników wieś powoli się rozrastała – w 1772 liczyła 64 gospodarstwa, w 1831 – 77 gospodarstw, w 1867 – 89 gospodarstw. Ważnym zajęciem mieszkańców było pasterstwo, gdyż gleba i położenie mało sprzyjały uprawom rolniczym.
W niektórych miejscach zachował się jeszcze pasterski charakter wsi, widoczny jeszcze w zabudowie wsi, układzie pól oraz pozostałościach pasterskiej gospodarki rolnej. W sposób pełny ukazuje to Zagroda Korkoszów w Czarnej Górze – filia Muzeum Tatrzańskiego.
Początkowo Czarna Góra należała do parafii we Frydmanie, a od 1655 do nowo utworzonej parafii w Łapszach Wyżnych. W 1741 nową parafią Czarnej Góry został Jurgów, a w 1779 część wsi zwana Zagórą została przyłączona do parafii w Trybszu, przy której została do 1995, kiedy to założyła własną parafię pod wezwaniem Przemienienia Pańskiego.
W 1850 powstała pierwsza szkoła. Początkowo językiem nauczania był słowacki, a później również przez pewien czas węgierski. Okres ten, od około połowy wieku XIX do początku wieku XX to okres, gdy sprawy narodowościowe zaczęły mieć istotne znaczenie. Ruchy narodowe Słowaków zaczęły prowadzić silną akcję słowakizacyjną terenów Spisza zamieszkałych przez ludność polską. Doprowadziło to między innymi do sytuacji, gdzie od 1880 w przeprowadzanych spisach ludnościowych mieszkańcy Spisza nie mogli wybrać narodowości polskiej. Od 1895 roku zaczęły się działania Polaków z Galicji w celu obrony świadomości narodowej Polaków ze Spisza. Efektem tego było powstanie między innymi polskich bibliotek. Jedna z nich powstała również w Czarnej Górze.
Po I wojnie światowej, tereny Spisza stały się przedmiotem ostrego sporu między Polską a Czechosłowacją. W tym okresie, na przełomie roku 1918 i 1919 Czarna Góra po raz pierwszy w historii znalazła się w granicach państwa polskiego, aczkolwiek stało się to jedynie na okres około 10 tygodni, po którym władzę nad wioską objęła Czechosłowacja. Państwa Ententy, które zwycięsko wyszły z wojny, podjęły decyzje, iż na terenie części Spisza, który obejmował również Czarną Górę, odbędzie się plebiscyt, który zadecyduje o przynależności spornych terenów do danego państwa. Zaczęła się walka między państwami o przeciągnięcie mieszkańców na swoją stronę, Ostatecznie plebiscyt został odwołany, a Czarna Góra na stałe została przyłączona do Polski 28 lipca 1920 roku decyzją rady ambasadorów podjętej w Spa.
W 1939, w pierwszych dniach kampanii wrześniowej, tereny polskiego Spisza zostały zajęte przez Słowację, która była sprzymierzona z Niemcami. Przez całą II wojnę światową Czarna Góra pozostawała przy Słowacji, dzięki czemu warunki bytowe były znacznie lepsze niż po drugiej stronie rzeki Białki, gdzie tereny były objęte przez generalne gubernatorstwo. Po zakończeniu wojny, Czarna Góra z powrotem wróciła do Polski.
W latach 1954–1972 wieś należała i była siedzibą władz gromady Czarna Góra. W latach 1975–1998 miejscowość administracyjnie należała do województwa nowosądeckiego.

## Ciekawostki
Przed I wojną światową w Czarnej Górze mieszkały dwie rodziny żydowskie, które prowadziły karczmę.
W 1874 miała miejsce ogromna powódź. Po powodzi mieszkańcy wybudowali kapliczkę św. Jana Nepomucena na skraju wsi w stronę Jurgowa. Miała ona chronić wioskę przed wylewem rzeki Białka i potoku Bryjów. Na ten sam rok datuje się powstanie kapliczki świętej Trójcy przy ulicy Nadwodniej, która miała powstać po przejściu epidemii cholery w Czarnej Górze i okolicach.
Od XVII wieku mieszkają w Czarnej Górze Romowie, którzy przybyli z Węgier. Założyli oni znany zespół muzyczny Kałe Bała, którego prezesem jest Teresa Mirga.
W spisanym w 1773 urbarze terezjańskim znajdują się nazwiska 68 gazdów. W kolejnych latach wieś się powiększała, i tak w 1831 liczyła 77 gospodarstw, w 1867 89 gospodarstw, natomiast w spisie węgierskim z 1910 widniało już 148 domów, w tym 13 murowanych i jedna lepianka. Pozostałe domy były drewniane.
W 1923 w Czarnej Górze po raz pierwszy w Polsce zostały rozegrane krajowe zawody szybowcowe.
W 1991 Czarną Górę odwiedził premier Słowacji Jan Čarnogurský, którego korzenie wywodzą się od pierwszego sołtysa Czarnej Góry (pierwsi sołtysi miejscowości przybierali nazwisko od nazwy miejscowości).

## Kultura
We wsi jest używana gwara spiska, zaliczana przez polskich językoznawców jako gwara dialektu małopolskiego języka polskiego, przez słowackich zaś jako gwara przejściowa polsko-słowacka. Tradycyjnym ubiorem był strój spiski w odmianie jurgowskiej.
W Czarnej Górze działa wiele zespołów regionalnych: Ciardasie, Koce Łapki, Kałe Bała.

## Zabytki
Obiekt wpisany do rejestru zabytków nieruchomych województwa małopolskiego.
- Zagroda „Korkoszów” (Za Górą 86) – obecnie filia Muzeum Tatrzańskiego w Zakopanem.

## Zabytkowe kapliczki
1. Zabytkowa kapliczka św. Jana Nepomucena została wzniesiona na skraju wsi przy drodze z Czarnej Góry do Jurgowa i nieopodal przepływającego Bryjowego Potoku. Miała chronić mieszkańców przed wylewem rzeki Białki i potoku płynącego z Rzepisk. Jest to obiekt zbudowany w 1874 na rzucie kwadratu o wymiarach 2,5 × 2,5 m. Kaplica jest murowana z piaskowca, otynkowana i nakryta przyczółkowym dachem krytym gontem. Do wnętrza prowadzą przeszklone drewniane drzwi, wokół których wymurowano ozdobne obramowanie z kamieni. Nad wejściem drewniany krzyż z figurką ukrzyżowanego Chrystusa. Wewnątrz na przyściennym ołtarzyku stoi wysoka na 115 cm drewniana polichromowana figura św. Jana Nepomucena. Św. Jan ubrany jest w strój kapłański, biret na głowie oraz trzyma gałązką palmy w prawej ręce i współczesnym metalowym krzyżem w lewej. Jest to oryginalna rzeźba pozbawiona jedynie drewnianego krzyża. Według mieszkańców wieś o mało nie została zmieciona z powierzchni ziemi podczas powodzi w 1874. Wezbrana rzeka Białka niemal podeszła do istniejącej obecnie drogi, a okoliczny Bryjów Potok płynący z Rzepisk przybrał do tego stopnia, że ludzie uciekali ze swoich domów. Dlatego też w kapliczce umieszczona została figura św. Jana Nepomucena.

1. Pierwsze informacje o kaplicy Świętej Trójcy wskazują rok 1874, jako datę wzniesienia kaplicy po kolejnej epidemii cholery, która przetoczyła się przez wieś i okolice. Kaplica stoi przy ul. Nadwodnej pomiędzy okazałymi lipami. Zbudowana jest na rzucie prostokąta, jest murowana z kamienia i nakryta dwuspadowym dachem krytym gontem z niewielką wieżyczką na kalenicy zwieńczoną metalową kulą z krzyżem. W jednej bocznej ścianie znajduje się małe okienko. Do wnętrza kaplicy prowadzą drewniane przeszklone drzwi, nad drzwiami szeroki gontowy okap, a powyżej okapu w przeszklonej wnęce drewniany krzyż z figurką ukrzyżowanego Chrystusa. Wewnątrz kaplicy znajduje się ołtarz z centralnie umieszczoną rzeźbą Matki Boskiej z Dzieciątkiem Jezus i figurkami świętych po bokach. Ołtarz wieńczy przedstawienie Ducha Świętego z aniołkami.

## Najwyższe wzniesienie – Czarna Góra 902 m n.p.m. „Litwinka”

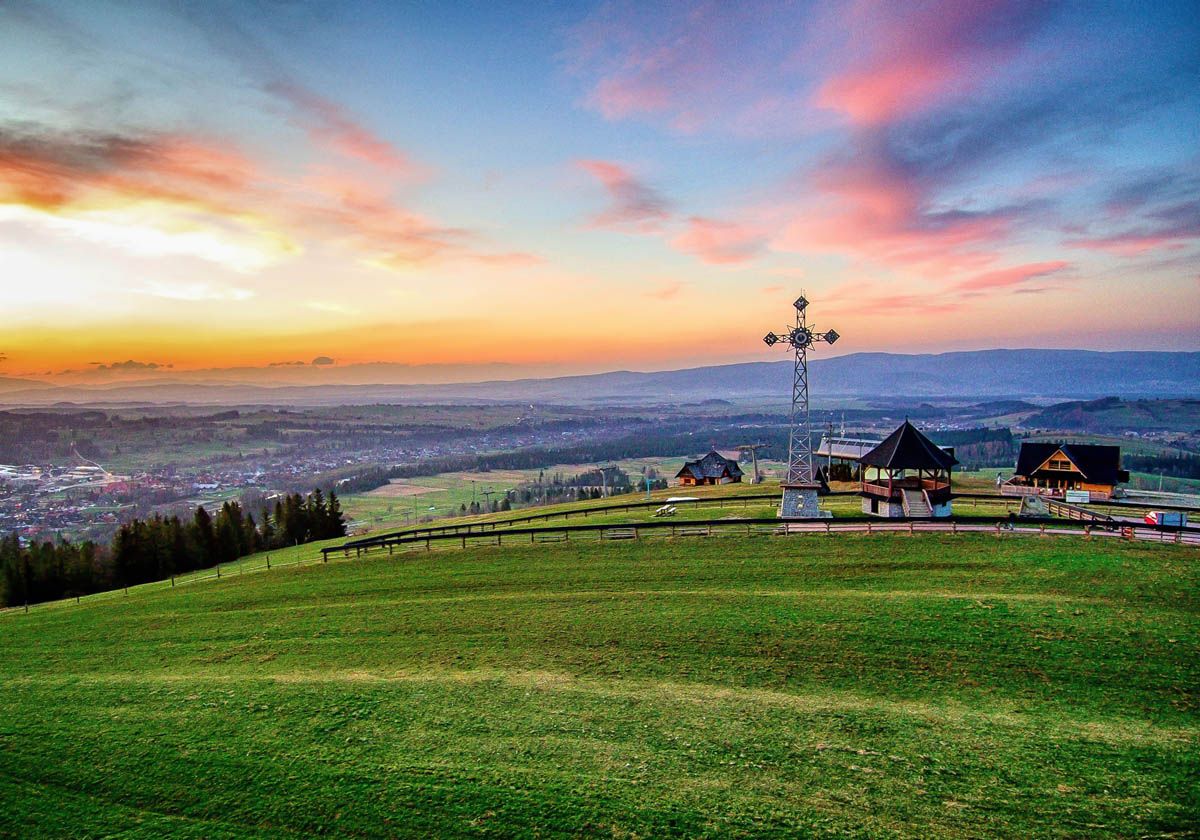
Czarna Góra 902 m n.p.m. – Krzyż Milenijny

Czarna Góra to wzniesienie o wysokości 902 m n.p.m., usytuowane po prawej stronie rzeki Białki. Wysokość góry względem poziomu rzeki wynosi 205 m. Na szczycie znajduje się Krzyż Milenijny wybudowany w 2000 r. przez ówczesnego proboszcza parafii pw. Przemienienia Pańskiego w Czarnej Górze – o. Huberta Kasztelana. Krzyż o wysokości 20m został wybudowany na wzór krzyża na Giewoncie dla uczczenia dwóch tysięcy lat chrześcijaństwa. Został uświęcony poprzez dotknięcie prawdziwymi relikwiami Chrystusowego Krzyża.
Na szczycie znajduje się również drewniana altana widokowa wraz z ławkami wypoczynkowymi. Ze szczytu rozpościera się jedna z najpiękniejszych w Polsce panorama Tatr: Bielskich, Wysokich oraz Zachodnich, jak również Gorców, Pienin i okolicznych miejscowości Podhala i Spiszu.
Organizowane są tutaj zawody szybowców, a także latają tutaj paralotniarze.
Na zboczach góry usytuowany jest jeden z czarnogórskich wyciągów narciarskich – GrapaSki. W sezonie zimowym przy wyciągu działają trzy punkty gastronomiczne – dwa umiejscowione przy górnej stacji wyciągu, natomiast jeden przy dolnej stacji, blisko rzeki Białki.

## Inne formy nazewnicze wsi
- słow. Čierna Hora
- węg. Feketebérc urzędowa nazwa wsi podczas przynależności do Królestwa Węgier, również Csarnagura na niektórych mapach austriackich
- niem. Schwarzberg (w gwarze Niemców spiskich oraz na mapach austriackich)